# Kool Savas/Diskografie
Diese Diskografie ist eine Übersicht über die musikalischen Werke des deutschen Rappers Kool Savas. Den Schallplattenauszeichnungen zufolge hat er bisher mehr als 1,9 Millionen Tonträger verkauft, davon alleine in seiner Heimat über 1,6 Millionen. Seine erfolgreichste Veröffentlichung ist die Single Rhythmus meines Lebens mit über 300.000 verkauften Einheiten.

## Alben

### Studioalben
| Jahr | Titel Musiklabel                          | Höchstplatzierung, Gesamtwochen, AuszeichnungChartplatzierungen (Jahr, Titel, Musiklabel, Platzierungen, Wochen, Auszeichnungen, Anmerkungen, Cover) | Höchstplatzierung, Gesamtwochen, AuszeichnungChartplatzierungen (Jahr, Titel, Musiklabel, Platzierungen, Wochen, Auszeichnungen, Anmerkungen, Cover) | Höchstplatzierung, Gesamtwochen, AuszeichnungChartplatzierungen (Jahr, Titel, Musiklabel, Platzierungen, Wochen, Auszeichnungen, Anmerkungen, Cover) | Anmerkungen                                                 | Cover |
| Jahr | Titel Musiklabel                          | DE | AT | CH | Anmerkungen                                                 | Cover |
| ---- | ----------------------------------------- | --- | --- | --- | ----------------------------------------------------------- | ----- |
| 2002 | Der beste Tag meines Lebens Subword (BMG) | DE6 (17 Wo.)DE | — | — | Erstveröffentlichung: 4. November 2002 Verkäufe: + 102.000  |       |
| 2007 | Tot oder lebendig Subword (Sony BMG)      | DE10 (5 Wo.)DE | AT51 (2 Wo.)AT | CH13 (5 Wo.)CH | Erstveröffentlichung: 2. November 2007                      |       |
| 2011 | Aura Essah Entertainment (GA)             | DE1 Gold · (14 Wo.)DE | AT6 (4 Wo.)AT | CH1 (16 Wo.)CH | Erstveröffentlichung: 11. November 2011 Verkäufe: + 100.000 |       |
| 2014 | Märtyrer Essah Media (Sony)               | DE1 Gold · (15 Wo.)DE | AT3 (4 Wo.)AT | CH1 (12 Wo.)CH | Erstveröffentlichung: 14. November 2014 Verkäufe: + 100.000 |       |
| 2019 | KKS Essah Media (Sony)                    | DE1 (10 Wo.)DE | AT2 (4 Wo.)AT | CH1 (6 Wo.)CH | Erstveröffentlichung: 8. Februar 2019                       |       |
| 2021 | Aghori Essah Media (Sony)                 | DE1 (9 Wo.)DE | AT1 (3 Wo.)AT | CH2 (5 Wo.)CH | Erstveröffentlichung: 19. Februar 2021                      |       |

### Kollaboalben
| Jahr | Titel Musiklabel                                           | Höchstplatzierung, Gesamtwochen, AuszeichnungChartplatzierungen (Jahr, Titel, Musiklabel, Platzierungen, Wochen, Auszeichnungen, Anmerkungen, Cover) | Höchstplatzierung, Gesamtwochen, AuszeichnungChartplatzierungen (Jahr, Titel, Musiklabel, Platzierungen, Wochen, Auszeichnungen, Anmerkungen, Cover) | Höchstplatzierung, Gesamtwochen, AuszeichnungChartplatzierungen (Jahr, Titel, Musiklabel, Platzierungen, Wochen, Auszeichnungen, Anmerkungen, Cover) | Anmerkungen                                                                               | Cover |
| Jahr | Titel Musiklabel                                           | DE | AT | CH | Anmerkungen                                                                               | Cover |
| ---- | ---------------------------------------------------------- | --- | --- | --- | ----------------------------------------------------------------------------------------- | ----- |
| 1997 | Hoes, Flows, Moneytoes Maskulin Management (MM)            | — | — | — | Erstveröffentlichung: 1997 mit Taktloss als Westberlin Maskulin                           |       |
| 2000 | Battlekings Home Recordings (PDNTDR)                       | — | — | — | Erstveröffentlichung: 10. April 2000 mit Taktloss als Westberlin Maskulin                 |       |
| 2001 | NLP – Neuro-Linguistisches Programmieren Royal Bunker (GA) | — | — | — | Erstveröffentlichung: 2001 mit Masters of Rap                                             |       |
| 2003 | Nur noch 24 Stunden FDS Records (GA)                       | DE86 (1 Wo.)DE | — | — | Erstveröffentlichung: 13. Oktober 2003 mit u. a. Illmatic als Freunde der Sonne           |       |
| 2005 | One Optik Records (BMG)                                    | DE5 Gold · (26 Wo.)DE | AT32 (4 Wo.)AT | CH33 (5 Wo.)CH | Erstveröffentlichung: 29. März 2005 Verkäufe: + 100.000; mit Azad                         |       |
| 2012 | Gespaltene Persönlichkeit Essah Entertainment (GA)         | DE1 Platin · (25 Wo.)DE | AT3 (18 Wo.)AT | CH1 (22 Wo.)CH | Erstveröffentlichung: 12. September 2012 Verkäufe: + 200.000; mit Xavier Naidoo als Xavas |       |
| 2017 | Royal Bunker Vertigo/Capitol (UMG)                         | DE1 Gold · (21 Wo.)DE | AT1 (5 Wo.)AT | CH2 (9 Wo.)CH | Erstveröffentlichung: 29. September 2017 Verkäufe: + 100.000; mit Sido                    |       |
| 2023 | Moai Essah Media (Sony)                                    | DE4 (1 Wo.)DE | AT73 (1 Wo.)AT | CH28 (1 Wo.)CH | Erstveröffentlichung: 17. Februar 2023 mit Takt32                                         |       |

### Livealben
| Jahr | Titel Musiklabel                      | Höchstplatzierung, Gesamtwochen, AuszeichnungChartplatzierungen (Jahr, Titel, Musiklabel, Platzierungen, Wochen, Auszeichnungen, Anmerkungen, Cover) | Höchstplatzierung, Gesamtwochen, AuszeichnungChartplatzierungen (Jahr, Titel, Musiklabel, Platzierungen, Wochen, Auszeichnungen, Anmerkungen, Cover) | Höchstplatzierung, Gesamtwochen, AuszeichnungChartplatzierungen (Jahr, Titel, Musiklabel, Platzierungen, Wochen, Auszeichnungen, Anmerkungen, Cover) | Anmerkungen                           | Cover |
| Jahr | Titel Musiklabel                      | DE | AT | CH | Anmerkungen                           | Cover |
| ---- | ------------------------------------- | --- | --- | --- | ------------------------------------- | ----- |
| 2012 | Aura live Essah Entertainment (GA)    | — | — | — | Erstveröffentlichung: 23. März 2012   |       |
| 2023 | Red Bull Symphonic Essah Media (Sony) | DE4 (3 Wo.)DE | AT21 (1 Wo.)AT | CH20 (1 Wo.)CH | Erstveröffentlichung: 6. Oktober 2023 |       |

### Kompilationen
| Jahr | Titel Musiklabel                           | Höchstplatzierung, Gesamtwochen, AuszeichnungChartplatzierungen (Jahr, Titel, Musiklabel, Platzierungen, Wochen, Auszeichnungen, Anmerkungen, Cover) | Höchstplatzierung, Gesamtwochen, AuszeichnungChartplatzierungen (Jahr, Titel, Musiklabel, Platzierungen, Wochen, Auszeichnungen, Anmerkungen, Cover) | Höchstplatzierung, Gesamtwochen, AuszeichnungChartplatzierungen (Jahr, Titel, Musiklabel, Platzierungen, Wochen, Auszeichnungen, Anmerkungen, Cover) | Anmerkungen                          | Cover |
| Jahr | Titel Musiklabel                           | DE | AT | CH | Anmerkungen                          | Cover |
| ---- | ------------------------------------------ | --- | --- | --- | ------------------------------------ | ----- |
| 2008 | The Best of Kool Savas Sony BMG (Sony BMG) | DE34 (4 Wo.)DE | AT51 (3 Wo.)AT | CH29 (5 Wo.)CH | Erstveröffentlichung: 1. August 2008 |       |

### Remixalben
| Jahr | Titel Musiklabel                                                 | Höchstplatzierung, Gesamtwochen, AuszeichnungChartplatzierungen (Jahr, Titel, Musiklabel, Platzierungen, Wochen, Auszeichnungen, Anmerkungen, Cover) | Höchstplatzierung, Gesamtwochen, AuszeichnungChartplatzierungen (Jahr, Titel, Musiklabel, Platzierungen, Wochen, Auszeichnungen, Anmerkungen, Cover) | Höchstplatzierung, Gesamtwochen, AuszeichnungChartplatzierungen (Jahr, Titel, Musiklabel, Platzierungen, Wochen, Auszeichnungen, Anmerkungen, Cover) | Anmerkungen | Cover |
| Jahr | Titel Musiklabel                                                 | DE | AT | CH | Anmerkungen | Cover |
| ---- | ---------------------------------------------------------------- | --- | --- | --- | --- | ----- |
| 2004 | Die besten Tage sind gezählt Optik Records (BMG)                 | DE12 (11 Wo.)DE | — | CH63 (3 Wo.)CH | Erstveröffentlichung: 5. April 2004 Remix von „Der beste Tag meines Lebens“, inklusive „Euer bester Freund“, Mix-CD |       |
| 2009 | John Bello Story II – Brainwash Edition Essah Entertainment (GA) | DE— aDE | AT— aAT | CH— aCH | Erstveröffentlichung: 2009 Remix von „Die John Bello Story II“, inklusive neuer Tracks                              |       |

### Mixtapes
| Jahr | Titel Musiklabel                              | Höchstplatzierung, Gesamtwochen, AuszeichnungChartplatzierungen (Jahr, Titel, Musiklabel, Platzierungen, Wochen, Auszeichnungen, Anmerkungen, Cover) | Höchstplatzierung, Gesamtwochen, AuszeichnungChartplatzierungen (Jahr, Titel, Musiklabel, Platzierungen, Wochen, Auszeichnungen, Anmerkungen, Cover) | Höchstplatzierung, Gesamtwochen, AuszeichnungChartplatzierungen (Jahr, Titel, Musiklabel, Platzierungen, Wochen, Auszeichnungen, Anmerkungen, Cover) | Anmerkungen                                                                            | Cover |
| Jahr | Titel Musiklabel                              | DE | AT | CH | Anmerkungen                                                                            | Cover |
| ---- | --------------------------------------------- | --- | --- | --- | -------------------------------------------------------------------------------------- | ----- |
| 2004 | Kool Savas Goes Hollywood Selbstverlag        | — | — | — | Erstveröffentlichung: 14. April 2004                                                   |       |
| 2005 | Die John Bello Story Optik Records (GA)       | DE17 (13 Wo.)DE | — | CH44 (5 Wo.)CH | Erstveröffentlichung: 8. Mai 2005                                                      |       |
| 2006 | Wer hatz erfunden? Optik Records (BMG)        | — | — | — | Erstveröffentlichung: 2006 mit Optik Swiss                                             |       |
| 2008 | John Bello Story II Optik Records (BMG)       | DE10 (5 Wo.)DE | AT45 (1 Wo.)AT | CH13 (5 Wo.)CH | Erstveröffentlichung: 17. Oktober 2008                                                 |       |
| 2009 | New Russian Standard RZ-Recordingz (Sony)     | — | — | — | Erstveröffentlichung: 19. Februar 2009 mit Optik Russia                                |       |
| 2010 | John Bello Story III Essah Entertainment (GA) | DE4 (7 Wo.)DE | AT10 (5 Wo.)AT | CH7 (7 Wo.)CH | Erstveröffentlichung: 12. März 2010                                                    |       |
| 2015 | Rap Genius Essah Media (Sony)                 | — | — | — | Erstveröffentlichung: 2015 Märtyrer-Tour-Mixtape, nur auf Tour erhältlich              |       |
| 2016 | Essahdamus Essah Media (Sony)                 | DE3 (9 Wo.)DE | AT3 (4 Wo.)AT | CH3 (6 Wo.)CH | Erstveröffentlichung: 28. Oktober 2016 Verkäufe: + 44.254                              |       |
| 2018 | Wasch den Thron Selbstverlag                  | — | — | — | Erstveröffentlichung: 2018 Royal-Bunker-Tour-Mixtape mit Sido, nur auf Tour erhältlich |       |
| 2019 | Rap Genius II Essah Media (Sony)              | — | — | — | Erstveröffentlichung: 2019 KKS-Tour-Mixtape, nur auf Tour erhältlich                   |       |

### EPs
| Jahr | Titel Musiklabel                     | Höchstplatzierung, Gesamtwochen, AuszeichnungChartplatzierungen (Jahr, Titel, Musiklabel, Platzierungen, Wochen, Auszeichnungen, Anmerkungen, Cover) | Höchstplatzierung, Gesamtwochen, AuszeichnungChartplatzierungen (Jahr, Titel, Musiklabel, Platzierungen, Wochen, Auszeichnungen, Anmerkungen, Cover) | Höchstplatzierung, Gesamtwochen, AuszeichnungChartplatzierungen (Jahr, Titel, Musiklabel, Platzierungen, Wochen, Auszeichnungen, Anmerkungen, Cover) | Anmerkungen                                   | Cover |
| Jahr | Titel Musiklabel                     | DE | AT | CH | Anmerkungen                                   | Cover |
| ---- | ------------------------------------ | --- | --- | --- | --------------------------------------------- | ----- |
| 2000 | Warum rappst du? LMSSOUND (LMSSOUND) | — | — | — | Erstveröffentlichung: 15. Juni 2000 indiziert |       |
| 2001 | Haus & Boot PDNTDR (PDNTDR)          | — | — | — | Erstveröffentlichung: 23. Juli 2001           |       |
| 2024 | Rap Genius Essah Media (Sony)        | DE4 (1 Wo.)DE | — | CH65 (1 Wo.)CH | Erstveröffentlichung: 19. Juli 2024           |       |

## Singles

### Als Leadmusiker
| Jahr | Titel Album                                              | Höchstplatzierung, Gesamtwochen, AuszeichnungChartplatzierungen (Jahr, Titel, Album, Platzierungen, Wochen, Auszeichnungen, Anmerkungen, Cover) | Höchstplatzierung, Gesamtwochen, AuszeichnungChartplatzierungen (Jahr, Titel, Album, Platzierungen, Wochen, Auszeichnungen, Anmerkungen, Cover) | Höchstplatzierung, Gesamtwochen, AuszeichnungChartplatzierungen (Jahr, Titel, Album, Platzierungen, Wochen, Auszeichnungen, Anmerkungen, Cover) | Anmerkungen                                                                            | Cover |
| Jahr | Titel Album                                              | DE | AT | CH | Anmerkungen                                                                            | Cover |
| --- | -------------------------------------------------------- | --- | --- | --- | -------------------------------------------------------------------------------------- | ----- |
| 1999 | LMS –                                                    | — | — | — | Erstveröffentlichung: 15. Juni 2000 indiziert                                          |       |
| 2000 | King of Rap –                                            | — | — | — | Erstveröffentlichung: 2000 feat. Plattenpapzt                                          |       |
| 2001 | Haus & Boot Optik Mixtape Volume 1                       | DE53 (9 Wo.)DE | — | — | Erstveröffentlichung: 23. Juni 2001 feat. Valezka                                      |       |
| 2002 | Keiner außer uns –                                       | — | — | — | Erstveröffentlichung: 2002 feat. Eko Fresh                                             |       |
| 2002 | Till’ ab Joe Der beste Tag meines Lebens                 | DE35 (7 Wo.)DE | — | — | Erstveröffentlichung: 7. Oktober 2002                                                  |       |
| 2003 | Optik Anthem Der beste Tag meines Lebens                 | DE48 (6 Wo.)DE | — | — | Erstveröffentlichung: 13. Januar 2003 feat. Optik Crew                                 |       |
| 2003 | Der beste Tag meines Lebens                              | DE45 (6 Wo.)DE | — | — | Erstveröffentlichung: 14. April 2003 feat. Valezka und Eko Fresh                       |       |
| 2004 | Die besten Tage sind gezählt                             | DE32 (8 Wo.)DE | — | — | Erstveröffentlichung: 8. März 2004 feat. Lumidee                                       |       |
| 2004 | Da bin, da bleib Die besten Tage sind gezählt            | DE47 (6 Wo.)DE | — | — | Erstveröffentlichung: 19. Juli 2004                                                    |       |
| 2005 | Das Urteil Die John Bello Story                          | — | — | — | Erstveröffentlichung: 14. März 2005 Freetrack                                          |       |
| 2005 | Monstershit One                                          | DE29 (9 Wo.)DE | — | — | Erstveröffentlichung: 29. März 2005 mit Azad                                           |       |
| 2005 | All 4 One One                                            | DE4 Gold · (16 Wo.)DE | AT24 (16 Wo.)AT | CH85 (3 Wo.)CH | Erstveröffentlichung: 13. Juni 2005 Verkäufe: + 150.000; mit Azad                      |       |
| 2005 | Guck My Man One                                          | DE27 (9 Wo.)DE | — | — | Erstveröffentlichung: 2005 mit Azad                                                    |       |
| 2006 | Wie er Wer hatz erfunden?                                | — | — | — | Erstveröffentlichung: 2006 feat. DJ Sweap & DJ Pfund 500                               |       |
| 2006 | Das ist O. R. Optik Takeover                             | DE28 (9 Wo.)DE | — | — | Erstveröffentlichung: 1. September 2006 mit Optik Army                                 |       |
| 2006 | Komm mit mir Optik Takeover                              | DE26 (9 Wo.)DE | AT65 (1 Wo.)AT | CH91 (1 Wo.)CH | Erstveröffentlichung: 20. Oktober 2006 mit Optik Army                                  |       |
| 2007 | Tot oder lebendig                                        | DE67 (4 Wo.)DE | — | — | Erstveröffentlichung: 7. Dezember 2007                                                 |       |
| 2008 | Melodie Tot oder lebendig                                | DE68 (4 Wo.)DE | — | — | Erstveröffentlichung: 25. April 2008 feat. Moe Mitchell und Senna                      |       |
| 2008 | On Top The Best of Kool Savas • Tot oder lebendig        | DE78 (4 Wo.)DE | — | — | Erstveröffentlichung: 1. Oktober 2008 feat. Azad                                       |       |
| 2008 | Krone John Bello Story II                                | — | — | — | Erstveröffentlichung: 10. Oktober 2008 feat. Franky Kubrick, Amaris & Moe Mitchell     |       |
| 2008 | Rapfilm John Bello Story II                              | — | — | — | Erstveröffentlichung: 2008                                                             |       |
| 2009 | Futurama John Bello Story II                             | — | — | — | Erstveröffentlichung: 2009                                                             |       |
| 2010 | Immer wenn ich rhyme John Bello Story III                | — | — | — | Erstveröffentlichung: 26. Februar 2010 feat. Olli Banjo, Azad & Moe Mitchell           |       |
| 2010 | Techno Pilot John Bello Story III                        | — | — | — | Erstveröffentlichung: 23. April 2010 feat. Olli Banjo                                  |       |
| 2010 | Rewind John Bello Story III                              | — | — | — | Erstveröffentlichung: 2010 feat. Ying Yang Twins                                       |       |
| 2010 | Rhythmus meines Lebens John Bello Story III              | DE— PlatinDE | — | — | Erstveröffentlichung: 2010 Verkäufe: + 300.000                                         |       |
| 2011 | Aura                                                     | DE14 Gold · (8 Wo.)DE | AT33 (3 Wo.)AT | CH13 (6 Wo.)CH | Erstveröffentlichung: 21. Oktober 2011 Verkäufe: + 150.000; feat. Xavier Naidoo        |       |
| 2012 | Schau nicht mehr zurück Gespaltene Persönlichkeit        | DE2 Gold · (22 Wo.)DE | AT16 (16 Wo.)AT | CH3 (22 Wo.)CH | Erstveröffentlichung: 24. August 2012 Verkäufe: + 150.000; mit Xavier Naidoo als Xavas |       |
| 2012 | Lass nicht los Gespaltene Persönlichkeit                 | — | AT45 (1 Wo.)AT | — | Erstveröffentlichung: 31. August 2012 mit Xavier Naidoo als Xavas                      |       |
| 2012 | Die Zukunft trägt meinen Namen Gespaltene Persönlichkeit | — | AT47 (1 Wo.)AT | — | Erstveröffentlichung: 7. September 2012 mit Xavier Naidoo als Xavas                    |       |
| 2012 | Wenn es Nacht ist Gespaltene Persönlichkeit              | — | AT52 (1 Wo.)AT | — | Erstveröffentlichung: 14. September 2012 mit Xavier Naidoo als Xavas                   |       |
| 2012 | Wage es zu glauben Gespaltene Persönlichkeit             | DE34 (10 Wo.)DE | AT45 (4 Wo.)AT | CH37 (3 Wo.)CH | Erstveröffentlichung: 14. Dezember 2012 mit Xavier Naidoo als Xavas                    |       |
| 2014 | Märtyrer                                                 | DE51 (2 Wo.)DE | AT55 (1 Wo.)AT | — | Erstveröffentlichung: 18. Oktober 2014                                                 |       |
| 2016 | Triumph Essahdamus                                       | DE28 (4 Wo.)DE | AT28 (1 Wo.)AT | CH31 (3 Wo.)CH | Erstveröffentlichung: 14. Oktober 2016 feat. Sido, Azad & Adesse                       |       |
| 2017 | Royal Bunker                                             | DE65 (3 Wo.)DE | — | CH83 (1 Wo.)CH | Erstveröffentlichung: 9. Juli 2017 mit Sido                                            |       |
| 2017 | Normale Leute Royal Bunker                               | DE69 (1 Wo.)DE | — | CH95 (1 Wo.)CH | Erstveröffentlichung: 25. August 2017 mit Sido feat. Marteria                          |       |
| 2017 | Neue Welt Royal Bunker                                   | DE29 (5 Wo.)DE | AT48 (2 Wo.)AT | CH59 (2 Wo.)CH | Erstveröffentlichung: 22. September 2017 mit Sido feat. Lakmann                        |       |
| 2018 | KKS                                                      | DE70 (1 Wo.)DE | — | — | Erstveröffentlichung: 7. Dezember 2018                                                 |       |
| 2019 | Deine Mutter KKS                                         | DE16 Gold · (13 Wo.)DE | AT56 (2 Wo.)AT | CH49 (2 Wo.)CH | Erstveröffentlichung: 18. Januar 2019 Verkäufe: + 200.000; feat. Nessi                 |       |
| 2019 | High Ich und keine Maske                                 | DE16 (7 Wo.)DE | AT22 (3 Wo.)AT | CH18 (6 Wo.)CH | Erstveröffentlichung: 30. August 2019 mit Sido & Samra                                 |       |
| 2020 | Brechen mich nicht Aghori                                | DE40 (1 Wo.)DE | — | CH93 (1 Wo.)CH | Erstveröffentlichung: 8. Mai 2020 feat. Mel                                            |       |
| 2020 | AMG Aghori                                               | DE19 Gold · (19 Wo.)DE | AT50 (3 Wo.)AT | CH47 (2 Wo.)CH | Erstveröffentlichung: 7. August 2020 Verkäufe: + 200.000; feat. Alies                  |       |
| 2020 | Nicht erinnern Aghori                                    | DE87 (1 Wo.)DE | — | — | Erstveröffentlichung: 4. September 2020                                                |       |
| 2020 | Dicka was Aghori                                         | DE14 (6 Wo.)DE | AT48 (1 Wo.)AT | CH43 (1 Wo.)CH | Erstveröffentlichung: 18. September 2020 feat. Sido & Nessi                            |       |
| 2021 | Rapkiller Aghori                                         | DE23 (5 Wo.)DE | AT56 (1 Wo.)AT | CH84 (1 Wo.)CH | Erstveröffentlichung: 29. Januar 2021 feat. Alies                                      |       |
| 2021 | Taub, stumm & blind –                                    | DE53 (1 Wo.)DE | — | CH87 (1 Wo.)CH | Erstveröffentlichung: 21. Mai 2021                                                     |       |
| 2021 | Erlkönig –                                               | DE51 (1 Wo.)DE | — | — | Erstveröffentlichung: 30. Juli 2021 feat. Sebastian Fitzek                             |       |
| 2021 | Fluchtwagen Liebe 404                                    | DE95 (1 Wo.)DE | — | — | Erstveröffentlichung: 17. September 2021 mit Alexa Feser                               |       |
| 2021 | King –                                                   | DE27 (12 Wo.)DE | — | — | Erstveröffentlichung: 17. Dezember 2021 feat. Alies                                    |       |
| 2022 | Nie mehr zurück –                                        | DE24 (4 Wo.)DE | — | CH86 (1 Wo.)CH | Erstveröffentlichung: 19. Mai 2022 mit Bozza, Badmómzjay & Sido                        |       |
| 2022 | KMKD Moai                                                | DE— bDE | — | — | Erstveröffentlichung: 29. Juli 2022 mit Takt32                                         |       |
| 2022 | Check Moai                                               | DE49 (1 Wo.)DE | — | CH99 (1 Wo.)CH | Erstveröffentlichung: 2. September 2022 mit Takt32 feat. Gringo & Samra                |       |
| 2022 | Moai                                                     | DE— cDE | — | — | Erstveröffentlichung: 4. November 2022 mit Takt32 feat. Yaikess                        |       |
| 2023 | Narben Moai                                              | DE73 (1 Wo.)DE | — | — | Erstveröffentlichung: 10. Februar 2023 feat. Takt32 & Vito                             |       |
| 2023 | Tribut (live) Red Bull Symphonic                         | — | — | — | Erstveröffentlichung: 1. September 2023                                                |       |
| 2023 | Was du nicht siehst (live) Red Bull Symphonic            | DE64 (2 Wo.)DE | — | — | Erstveröffentlichung: 5. Oktober 2023 feat. Ela.                                       |       |
| 2024 | Rap Genius                                               | DE57 (1 Wo.)DE | — | CH81 (1 Wo.)CH | Erstveröffentlichung: 19. April 2024 feat. Sido & Samra                                |       |
| 2024 | Watching You Rap Genius                                  | DE— dDE | — | — | Erstveröffentlichung: 31. Mai 2024                                                     |       |
| 2024 | Sandkastenfreunde Rap Genius                             | — | — | — | Erstveröffentlichung: 5. Juli 2024 feat. Olli Banjo                                    |       |
| 2024 | Schaf –                                                  | — | — | — | Erstveröffentlichung: 29. November 2024 feat. Chris Tall                               |       |
| 2024 | Trautes Heim –                                           | — | — | — | Erstveröffentlichung: 13. Dezember 2024                                                |       |
| 2025 | Nur die Nacht –                                          | DE89 (1 Wo.)DE | — | — | Erstveröffentlichung: 31. Januar 2025                                                  |       |
| 2025 | Ich glaub ich –                                          | — | — | — | Erstveröffentlichung: 25. April 2025                                                   |       |
| 2025 | Berlin –                                                 | — | — | — | Erstveröffentlichung: 27. Juni 2025                                                    |       |
| Folgende Lieder erschienen nicht als Single, wurden aber durch das Album zum Download und Streaming bereitgestellt und konnten somit eine Platzierung erlangen: |                                                          | | | |                                                                                        |       |
| |                                                          | | | |                                                                                        |       |
| 2014 | Limit Märtyrer                                           | DE61 (1 Wo.)DE | — | CH61 (1 Wo.)CH | Charteinstieg: 23. November 2014 feat. Alex Prince                                     |       |
| 2014 | Es ist wahr / S a zu dem V Märtyrer                      | DE82 (1 Wo.)DE | — | — | Charteinstieg: 28. November 2014                                                       |       |
| 2014 | Intro Märtyrer                                           | DE85 (1 Wo.)DE | — | — | Charteinstieg: 28. November 2014 feat. Tim Bendzko                                     |       |
| 2014 | Zweifel und Bestätigung Märtyrer                         | DE93 (1 Wo.)DE | — | — | Charteinstieg: 28. November 2014                                                       |       |
| 2014 | Matrix Märtyrer                                          | DE100 (1 Wo.)DE | — | — | Charteinstieg: 28. November 2014                                                       |       |
| 2017 | Haste nich gesehen Royal Bunker                          | DE63 (1 Wo.)DE | — | CH67 (1 Wo.)CH | Charteinstieg: 6. Oktober 2017 mit Sido                                                |       |
| 2017 | Jedes Wort ist Gold wert Royal Bunker                    | DE72 (1 Wo.)DE | — | CH62 (1 Wo.)CH | Charteinstieg: 6. Oktober 2017 mit Sido                                                |       |
| 2017 | Unterschied Royal Bunker                                 | DE90 (1 Wo.)DE | — | — | Charteinstieg: 6. Oktober 2017 mit Sido                                                |       |
| 2017 | Wenn ich oben bin Royal Bunker                           | DE93 (1 Wo.)DE | — | — | Charteinstieg: 6. Oktober 2017 mit Sido                                                |       |
| 2017 | Hall of Fame Royal Bunker                                | DE98 (1 Wo.)DE | — | — | Charteinstieg: 6. Oktober 2017 mit Sido                                                |       |
| 2017 | Freund/Feind Royal Bunker                                | DE100 (1 Wo.)DE | — | — | Charteinstieg: 6. Oktober 2017 mit Sido                                                |       |
| 2019 | Batman KKS                                               | DE48 (1 Wo.)DE | — | CH100 (1 Wo.)CH | Charteinstieg: 15. Februar 2019 feat. Jamule                                           |       |
| 2019 | KDR KKS                                                  | DE92 (1 Wo.)DE | — | — | Charteinstieg: 15. Februar 2019                                                        |       |
| 2021 | Brachland Aghori                                         | DE20 (2 Wo.)DE | AT43 (1 Wo.)AT | CH34 (1 Wo.)CH | Charteinstieg: 26. Februar 2021                                                        |       |
| 2021 | Optik 4 Life Aghori                                      | — | — | CH93 (1 Wo.)CH | Charteinstieg: 28. Februar 2021                                                        |       |

### Als Gastmusiker
| Jahr | Titel Album                            | Höchstplatzierung, Gesamtwochen, AuszeichnungChartplatzierungen (Jahr, Titel, Album, Platzierungen, Wochen, Auszeichnungen, Anmerkungen, Cover) | Höchstplatzierung, Gesamtwochen, AuszeichnungChartplatzierungen (Jahr, Titel, Album, Platzierungen, Wochen, Auszeichnungen, Anmerkungen, Cover) | Höchstplatzierung, Gesamtwochen, AuszeichnungChartplatzierungen (Jahr, Titel, Album, Platzierungen, Wochen, Auszeichnungen, Anmerkungen, Cover) | Anmerkungen | Cover |
| Jahr | Titel Album                            | DE | AT | CH | Anmerkungen | Cover |
| --- | -------------------------------------- | --- | --- | --- | --- | ----- |
| 2001 | That Smut Part 2 –                     | DE73 (7 Wo.)DE | — | — | Erstveröffentlichung: 1. September 2001 Smut Peddlers feat. Kool Savas |       |
| 2002 | D.U.T. Kontraste                       | DE50 (8 Wo.)DE | — | — | Erstveröffentlichung: 25. März 2002 J-Luv feat. Kool Savas & Cutty |       |
| 2003 | Crashin’ a Party –                     | DE23 (10 Wo.)DE | — | — | Erstveröffentlichung: 1. Dezember 2003 Lumidee feat. Kool Savas |       |
| 2004 | OK! Rapper’s Delight                   | DE25 (7 Wo.)DE | — | — | Erstveröffentlichung: 6. Juni 2004 Melbeatz feat. Kool Savas & Samy Deluxe |       |
| 2004 | Strugglin’ Geteiltes Leid 2            | DE75 (1 Wo.)DE | — | — | Erstveröffentlichung: 25. Oktober 2004 Moses Pelham feat. Illmatic & Kool Savas |       |
| 2016 | Masafaka Das goldene Album             | DE34 (4 Wo.)DE | AT43 (3 Wo.)AT | CH25 (4 Wo.)CH | Erstveröffentlichung: 13. November 2016 Sido feat. Kool Savas |       |
| 2018 | Is It Love? Neon                       | DE20 Gold · (24 Wo.)DE | AT18 Gold · (16 Wo.)AT | CH12 Platin · (18 Wo.)CH | Erstveröffentlichung: 26. Januar 2018 Verkäufe: + 235.000; Rea Garvey feat. Kool Savas |       |
| 2018 | 4 Uhr nachts Kronjuwelen               | DE25 (3 Wo.)DE | AT43 (2 Wo.)AT | CH32 (2 Wo.)CH | Erstveröffentlichung: 30. November 2018 Sido feat. Haftbefehl & Kool Savas |       |
| 2019 | Nicht genug Filter                     | — | — | — | Erstveröffentlichung: 18. Oktober 2019 Tim Bendzko feat. Kool Savas |       |
| 2020 | Bist du wach? –                        | DE31 (1 Wo.)DE | — | — | Erstveröffentlichung: 3. April 2020 Azzi Memo feat. Nate57, Veysel, Sinan-G, Kool Savas, NKSN, Rola, Disarstar, Maestro, Hanybal, Celo & Abdi, Manuellsen, Silla, Credibil, Ali471, Milonair, Mortel & KEZ |       |
| 2020 | Oh Junge KitschKrieg                   | DE24 (2 Wo.)DE | AT40 (1 Wo.)AT | CH66 (1 Wo.)CH | Erstveröffentlichung: 24. Juli 2020 KitschKrieg feat. RIN & Kool Savas |       |
| 2021 | Bessere Fehler –                       | DE— eDE | — | — | Erstveröffentlichung: 3. Juni 2021 Nessi feat. Kool Savas |       |
| 2021 | Uninteressant Eya                      | DE— fDE | — | — | Erstveröffentlichung: 15. Juli 2021 Kasimir1441 feat. Kool Savas & Wildbwoys |       |
| 2022 | Keinen gesehen MACHA                   | DE— gDE | — | — | Erstveröffentlichung: 8. Dezember 2022 Milonair feat. 1986zig & Kool Savas |       |
| 2023 | Modus Rap Life Is Pain                 | DE48 (1 Wo.)DE | — | — | Erstveröffentlichung: 27. April 2023 PA Sports feat. Kool Savas & Azad |       |
| 2023 | Zeiten ändern nichts –                 | DE87 (1 Wo.)DE | — | — | Erstveröffentlichung: 18. Mai 2023 1986zig feat. Kool Savas |       |
| 2023 | Airplanes Survival Mode                | DE12 (11 Wo.)DE | AT30 (5 Wo.)AT | CH43 (1 Wo.)CH | Erstveröffentlichung: 7. September 2023 Badmómzjay feat. Kool Savas Original: B.o.B feat. Hayley Williams                                                                                                  |       |
| Folgende Lieder erschienen nicht als Single, wurden aber durch das Album zum Download und Streaming bereitgestellt und konnten somit eine Platzierung erlangen: |                                        | | | | |       |
| |                                        | | | | |       |
| 2016 | Spiegel Abstand                        | DE42 (2 Wo.)DE | — | CH60 (1 Wo.)CH | Charteinstieg: 2. Dezember 2016 KC Rebell feat. Kool Savas |       |
| 2022 | Dann mit der Pumpgun 2.0 Mainpark Baby | DE72 (1 Wo.)DE | — | CH96 (1 Wo.)CH | Charteinstieg: 9. Dezember 2022 Haftbefehl feat. Azad & Kool Savas |       |

## Videoalben und Musikvideos

### Videoalben
| Jahr | Titel                                     | Anmerkungen                                                     | Cover                                  |
| ---- | ----------------------------------------- | --------------------------------------------------------------- | -------------------------------------- |
| 2003 | Der beste Tag meines Lebens               | Erstveröffentlichung: 14. April 2003                            |                                        |
| 2005 | Kool Savas & Azad – One DVD               | enthält DVD mit Livekonzert in Köln und Videos sowie Making Ofs | Erstveröffentlichung: 2005             |
| 2008 | Tot oder lebendig live                    | Erstveröffentlichung: 6. Juni 2008                              |                                        |
| 2008 | John Bello Story 2 Limited Deluxe Edition | enthält 2 CDs sowie DVD vom Splash-Auftritt                     | Erstveröffentlichung: 17. Oktober 2008 |
| 2011 | John Bello Story 2 Brainwash Edition      | enthält CD sowie DVD der John Bello Story 2 Tour                | Erstveröffentlichung: 2011             |

### Musikvideos
| - 2000: King of Rap - 2000: Fehdehandschuh - 2001: Neongelb - 2001: Haus & Boot - 2002: Till' Ab Joe - 2003: Optik Anthem - 2003: Der beste Tag meines Lebens - 2003: Renexekution - 2004: Die besten Tage sind gezählt - 2004: Da bin, da bleib - 2005: Das Urteil - 2005: Monstershit - 2005: All 4 One - 2005: Guck My Man - 2006: Das ist O.R. - 2006: Komm mit mir - 2006: Wie er - 2007: Tot oder lebendig / Mona Lisa - 2007: Der Beweis - 2008: Melodie - 2008: On Top - 2008: Krone - 2008: Feuer - 2008: Der Beweis 2 – Mammut Remix - 2009: Futurama - 2009: Rapfilm - 2009: Brainwash - 2009: Charisma - 2010: Futurama United Nations Remix - 2010: Immer wenn ich rhyme | - 2010: Techno Pilot - 2010: Rewind - 2010: Rhythmus meines Lebens - 2010: Sky is the Limit - 2010: Stoprocent 2 (feat. Sobota, DonGURALesko, Wall-E, Rytmus & Bigz) - 2011: Schritte vor der Tür - 2011: Optimale Nutzung unserer Ressourcen - 2011: Aura - 2011: Nichts bleibt mehr (feat. Scala & Kolacny Brothers) - 2012: Und dann kam Essah - 2012: Allstar Track (mit der Liga der außergewöhnlichen Mcees) - 2012: Nie mehr gehn - 2012: Schau nicht mehr zurück (als Xavas) - 2012: Wage es zu glauben (als Xavas) - 2013: X.A.V.A.S. (als Xavas) - 2014: Matrix - 2014: Märtyrer - 2015: Es ist wahr / S A zu dem V - 2015: Limit - 2015: Es rappelt im Karton - 2016: Auge - 2016: Ich bin fertig - 2016: Triumph - 2016: Wahre Liebe - 2020: Nicht erinnern - 2021: Uninteressant (Kasimir1441 feat. Kool Savas & Wildbwoys) - 2021: Brachland - 2022: Keinen gesehen - 2023: Airplanes |

## Promoveröffentlichungen
| Jahr | Titel Musiklabel    | Höchstplatzierung, Gesamtwochen, AuszeichnungChartplatzierungen (Jahr, Titel, Musiklabel, Platzierungen, Wochen, Auszeichnungen, Anmerkungen, Cover) | Höchstplatzierung, Gesamtwochen, AuszeichnungChartplatzierungen (Jahr, Titel, Musiklabel, Platzierungen, Wochen, Auszeichnungen, Anmerkungen, Cover) | Höchstplatzierung, Gesamtwochen, AuszeichnungChartplatzierungen (Jahr, Titel, Musiklabel, Platzierungen, Wochen, Auszeichnungen, Anmerkungen, Cover) | Anmerkungen                                                              | Cover |
| Jahr | Titel Musiklabel    | DE | AT | CH | Anmerkungen                                                              | Cover |
| ---- | ------------------- | --- | --- | --- | ------------------------------------------------------------------------ | ----- |
| 2002 | Überoptik Tour 2002 | — | — | — | Erstveröffentlichung: 22. März 2002 mit DJ Desue, Eko Fresh und Sentence |       |

## Sonderveröffentlichungen

### EPs
| Jahr | Titel Musiklabel                                | Höchstplatzierung, Gesamtwochen, AuszeichnungChartplatzierungen (Jahr, Titel, Musiklabel, Platzierungen, Wochen, Auszeichnungen, Anmerkungen, Cover) | Höchstplatzierung, Gesamtwochen, AuszeichnungChartplatzierungen (Jahr, Titel, Musiklabel, Platzierungen, Wochen, Auszeichnungen, Anmerkungen, Cover) | Höchstplatzierung, Gesamtwochen, AuszeichnungChartplatzierungen (Jahr, Titel, Musiklabel, Platzierungen, Wochen, Auszeichnungen, Anmerkungen, Cover) | Anmerkungen                                                               | Cover |
| Jahr | Titel Musiklabel                                | DE | AT | CH | Anmerkungen                                                               | Cover |
| ---- | ----------------------------------------------- | --- | --- | --- | ------------------------------------------------------------------------- | ----- |
| 2009 | Was hat S.A.V. da vor? Essah Entertainment (GA) | — | — | — | Erstveröffentlichung: 20. November 2009 Heftbeigabe bei Juice-Ausgabe 125 |       |

### Disstracks
- 2000: Track gegen Peter (mit Germany) (gegen Peter Sreckovic von Put da needle to da records)
- 2003: Renexekution (mit Eko Fresh) (gegen MC Rene)
- 2005: Das Urteil (gegen Eko Fresh)
- 2005: Dicker als Wasser (feat. Sinan und Dimi) (gegen Eko Fresh)

### Gastbeiträge
| - 1995: Me vs. My Pen auf Alea Lacta Est von Cheeba Garden - 1996: UHB Radio auf As they pass von Eligh - 1998: B-Stadt Exclusive (mit Fumanschu, Contra, Fuat & SMC) auf Berlin No. 1 Vol. 1 - 1998: Der letzte tighte Nigger, Kilu... & Sex & Geld (Remix) auf Brp 1 von Taktloss - 1999: Styles ’n’ Skills brutal auf Debut EP von Dejavue - 1999: Du bitest auf Niedere Motive von Fumanschu - 1999: Erfinder & Zeichentrick auf Neue Wahrheit von Justus Jonas - 1999: Ihr müsst noch üben auf Comeback/Ihr müsst noch üben von STF - 1999: Die Freundschaft, Guck auf die Uhr, Jesus (mit Martin B) & Krematorium auf Brp 2 von Taktloss - 2000: Fehdehandschuh auf Gottes Werke & Creutzfelds Beitrag von Creutzfeld & Jakob - 2000: Überdosis (mit STF & DCS) auf Flashpunks von Der Klan - 2000: King of Rap auf Full House von Plattenpapzt - 2000: Banana (mit Azad) auf Ming von Roey Marquis II. - 2000: Kettenreaktion & Mittel zum Zweck auf Überfluss von Shadow - 2000: Kalimba (mit Ronald Mack Donald) & W.B. (mit Justus Jonas) auf Brp 3 von Taktloss - 2001: Therapie auf Leben von Azad - 2001: Das Gegenmittel auf Von innen nach außen von Curse - 2001: Hip Hop ist tot! auf Calte Nasse Füße von S-Rok - 2001: Neongelb auf Macht Negabass mit... von DJ Ara - 2001: Ein Rhyme (mit Martin B) & Drück auf Play auf Jetzt kommen wir auf die Sachen von Eko Fresh - 2001: Gunshot Buzz Up (mit Demo Delgado) auf V.A. – Germaican Link Up! Dancehall trifft deutschen Hip Hop - 2001: That Smut 2 auf That Smut Part 2 von Smut Peddlers - 2002: Tiefschlag (mit Eko Fresh & Valezka) auf Rap Art War von DJ Desue - 2002: Danke (mit Shawn Geil) auf Dreamteam von Plattenpapzt - 2002: Es reicht (mit SMX & Kid Kobra) auf Picknick EP von Prinz Pi - 2002: Aufdrehn (mit Eko Fresh & Jonesmann) auf Herzessenz von Roey Marquis II. - 2003: #1 auf Faust des Nordwestens von Azad - 2003: Nichts hält mich (mit Azad) auf Seele mit Herz von Cassandra Steen - 2003: Koalition (mit Ercandize & Mic Wrecka) auf Übernahme von Charnell - 2003: Changes (mit Eko Fresh & Valezka) & Noch lange nicht Dre (mit Eko Fresh) auf Optische Elemente von DJ Nicon - 2003: Harlem Globetrotters (mit Eko Fresh) auf Juice Vol. 33 - 2003: König von Deutschland Remix (mit Valezka) auf König von Deutschland Single von Eko Fresh - 2003: Intro Remix (mit Ercandize), Halt (mit Eko Fresh & Ercandize), Sieh (mit Ercandize) & Talk Talk Talk (mit Ercandize) auf Optische Elemente Vol. 2 von DJ Nicon - 2003: Top Spitter (mit Ercandize, Charnell & Mic Wrecka) auf Mixtape Vol. 2 von PX Records - 2003: Deutschland Pt. 2 (mit Italo Reno) auf Deutschland Single von Olli Banjo - 2004: Strictly Business (mit Tierstar & Autodidakt) auf Goodfellas Mixtape Vol. 1 - 2004: Bitch! (Wo ist mein Geld?), Die Zigarette danach (Outro) (mit Curse), Tanz für mich (mit Olli Banjo & Samir) & UhBabyDuuu (mit Curse) auf Hart aber herzlich von Italo Reno & Germany - 2004: Boom Boom (mit SD) auf Sieben EP von Caput - 2004: Intro auf Mixed News Vol. 1 von DJ Mixwell - 2004: Cocktails (mit Smexer), Cüüüüs (mit Amar), Intro Remix (Beste Tag), Real M...G's, Tech?No!, Was jetzt? (mit Kid Cobra & Separate), Was sie wollen (mit SD & Amar) & In The Trunk auf Best Of Ercandize von Ercandize - 2004: Supermodel & Willkommen im Dschungel EP von Ercandize - 2004: Küsersin (mit Ayaz Kapli) auf Rapüstad von Fuat & Killa Hakan - 2004: Brechen das Schweigen, The Greatest (mit Ercandize & Amar) & Wenn ihr meint (mit J-Luv) auf Officillz Bootleg von Illmatic - 2004: Dreckig & Tight (mit Cutty) auf Kontraste von J-Luv - 2004: Oh My God (mit Tony Sunshine & Remy Ma) auf Ear To The Street Vol. 2 von DJ Katch & Ercandize - 2004: Intro auf Under Siege von Jimmy Swag - 2004: Bis wir gehen (mit Caput) auf Redneck Olympics von Kurtmasta Kurt - 2004: Game in Brand Remix (mit Diablow) & Session @ Desues (World War 2003) (mit Kurupt) auf #1 Draft Pick von Megaloh - 2004: Drama (mit Ercandize) auf Optik Takeover 04 – Summer Edition - 2004: Killa (mit Amar, SD, Ercandize & Caput) & OK (mit Samy Deluxe) auf Rappers Delight von Melbeatz - 2004: Strugglin (mit Illmatic) auf Geteiltes Leid 2 von Moses Pelham - 2004: Selbstmord auf Sparring von Olli Banjo - 2004: Zurück in die Zukunft auf 1. Liga von Separate & Prinz Pi - 2004: Tat Tag auf Dirrrty von SD - 2004: Ich wär gern dein Freund auf Black Book Tape von Separate - 2004: King Size (Bligg feat. Kool Savas) - 2005: Kein Grund (Bligg feat. Kool Savas) - 2005: Akte X (mit Kanious), Alles oder nichts, Erinnerung, Ihr seid nicht ready, Nicht normal & Robin Hood auf Die Caputte Sicht von Caput - 2005: Brennende Zeilen (mit Azad, Azaz, Chaker & Jeyz),Ey Yo DJ, Sie ist eine Hure, Zurück (Remix), Kuck mal & R&B Player auf Ear 2 the streets Vol. 2 von Ercandize & DJ Katch - 2005: Musik (Liebe) auf Threeshot von J-Luv - 2005: 32 Bars (mit Ercandize) auf So much more von DJ Pfund & DJ Fäbshä - 2005: Optik 4 Live (mit Amar, Caput & Ercandize) auf Optische Elemente 2.5 von DJ Nicon - 2005: Das King Team (mit Ercandize, Caput & Amar) auf 2 Be-Club Compilation - 2005: Life goes on (mit Caput, Amar & Shenol) auf Memorial Sampler von Maxim - 2005: Major Business auf Major Business von DJ Gan-G - 2005: Couldn’t say no (mit Ercandize & Mario) auf Diamonds – The R&B Takeover von DJ Ron & DJ Shusta - 2005: Alles was ihr braucht (mit Moe Mitchell) auf Geballte Atzen Power von MC Bogy - 2005: Terrorist (mit Ercandize) auf Unser Block - 2005: Oh, oh, oh.. (mit Kaas) auf Udolf H. Ein Türke zum Liebhaben von Sucuk Ufuk - 2006: So hot (mit Moe Mitchell) auf Serious Connexion von DJ Derezon & Illfated Tre | - 2006: 2 Kings und 1 Prinz (mit Stress) auf Haitian Voodoo von Dezmond Dez - 2006: Am Arsch & Sie nannten ihn Mücke auf La Haine – Sie nannten ihn Mücke von Ercandize - 2006: Mein Moneyfest auf Mein Moneyfest von Franky Kubrick - 2006: 10 Gebote (mit Moses Pelham, Casar, Germany, Real Jay, IZ, DJ Katch, Ercandize & Lil Peezy), Back (mit Franziska), Four Rooms (mit Snaga & Pillath), Ich und du (mit Cassandra Steen) & Offiziell im Gebäude (mit King Ali) auf Officillz Bootleg 2 von Illmatic - 2006: Brennende Zeilen (Remix) (mit Azad, Chaker & Ercandize) auf Chronologie Part 2 von Jeyz - 2006: Am Sack auf In Jones we trust von DJ Jones - 2006: BanditsXclusive auf The Mixtape von DJ Access - 2006: Ich bin die Eins (ein 77 Store Exclusive) - 2006: Snipes Store Exclusive (mit Caput, Amar, Ercandize & Moe Mitchell) (ein Snipes Store Exclusive) - 2006: Nicht so auf Birth of Kool von DJ GQ Kool - 2006: Let them things go (mit Remy Ma) & Oh my god Remix (mit Ercandize) auf Terror Era von DJ Katch - 2006: Wie soll’s mit euch weitergehen (mit Ercandize) auf Zwischen S-Bahn und S-Klasse von Rob Easy - 2007: Protest, S&A & Skandal auf Cho! Hier habt ihr euer Mixtape von Amar - 2007: TNT Part 2 & Wer ich bin (mit Moe Mitchell) auf Verbrannte Erde von Ercandize - 2007: Drop Exclusive (mit RCF) auf Strossenparade von Griot - 2007: An der Front auf Berliner Bär von Isar - 2007: Arka Sokaklar (mit Ceza & Bintia) auf Kreuzberg City von Killa Hakan - 2007: Chris Brown Exclusive auf No Money? No Problem! - 2007: Nie mehr (mit Ercandize & Caput) & Men of Respect (mit Ercandize, Olli Banjo, Noreaga, Tony Sunshine, JR Writer, Agallah, Lumidee, Jae Millz & Jaeson) (ein 77 Store Exclusive) - 2007: Outtakes auf Als wären wir Freunde von Maeckes & Plan B - 2007: Selbstmord (Original Version) auf Lost Tapes von Olli Banjo - 2007: Eure Zeit ist vorbei auf Für eine Hand voll scheiße von Pretty Mo - 2007: Was ist eine Frau? auf BQ 4 Life von Tua, Sucuk Ufuk & Kaas - 2008: Gigant auf Dr letscht wos git von Bandit - 2008: Cyberfolk (mit Sizzlac) auf Caputalismus von Caput - 2008: Entspannt und bekannt auf Freiheit – Mzee Edition von Curse - 2008: Die Zeit wirds zeigen (mit Amar, Midy Kosov & Moe Mitchell) auf Mehr Schein als sein von Rob Easy - 2008: Fick dich nicht Part 2 & Still Major auf Still Major von DJ Gan-G - 2008: Cliqua (mit Amar, Midy Kosov & Caput) & I am legend (mit Moe Mitchell) auf I am legend von Ercandize - 2008: Wunderschöner Tag auf Anarcho von Favorite - 2008: Denkmal (mit Caput & Moe Mitchell) auf Sparring 3 von Olli Banjo - 2009: Hidden Track (Kings of Rap – Wir sind back) auf Azphalt Inferno von Azad - 2009: Was anderes auf Assassin von Azad - 2009: Geht ab auf Wir sind die Besten von Jifusi & Franky Kubrick - 2009: Intro auf New Russian Standard von OPTIK RUSSIA - 2009: Wir kenn' dich nicht Reloaded (mit Olli Banjo, Maeckes & Plan B) auf 2.0 Action Rap von Laas Unltd. - 2009: Solche Rapper auf Zuckerbrot & Peitsche von Mädness - 2009: Unendliche Munition (mit Ozan) auf Bogy & Atzen 2 von MC Bogy - 2009: Du hast Recht auf Phantom von Tone - 2009: Problem auf Grau von Tua - 2009: Abturn (mit Moe Mitchell & Ercandize) auf Lieber bleib ich broke von Vega - 2009: Stoprocent 2 (mit Sobota, DonGURALesko, Wall-e, Rytmus und Bigz) auf Sobotaz von Sobota - 2009: Pour Toujours (mit Savant des Rimes) auf La Connexion von Bodensee Records - 2010: Fly Away auf Azphalt Inferno 2 von Azad - 2010: Laas Man Standing auf Backpack Inferno von Laas Unltd. - 2010: Sprengsätze auf Flaver Lishuz Crack Vol. 2 – Die M8 des Wortes von Phreaky Flave - 2010: Lets Go auf Begins von Laas Unltd. - 2011: Musik (mit Ercandize & Vega) auf Kopfnoten von Cutheta - 2011: Noch eine Nacht (als Essah) auf Die M8 des Wortes (Album) von Phreaky Flave - 2012: Was bist du (mit Alpa Gun) auf Ehrensache von Alpa Gun - 2012: King (Roughrider of Love vs. Kool Savas) feat. Cengiz Khan - 2012: Bring It On auf Uppercut von Ercandize - 2012: Teufel & Killainstinkt auf Vermächtnis von Automatikk - 2012: Die letzten Mcees auf Im Herzen Kind von Laas Unltd. - 2012: Team Blade auf Hinter blauen Augen von Fler - 2012: Durch den Sturm auf Strassensoul von Amaris - 2013: Die letzten Mcees RMX auf Im Herzen King von Laas Unltd. - 2013: Bergkrone auf Unter Wölfen von Liquit Walker - 2014: Träumer auf Dynamit von Olli Banjo - 2014: Radio (CSWS Remix) auf Belle Époque von Mo-D x PCP - 2014: Goliath auf Amargeddon von Amar - 2014: Block zu Block auf Blokkhaus von Blokkmonsta - 2016: EIKKS auf M.O.E. von Moe Mitchell - 2016: KKF (Kool Savas & DJ Smoove Remix) auf Mutterficker von Frauenarzt (Rapper) - 2016: Fake Rap auf Milominati von Milonair - 2016: Mensch/Maschine auf Zurück zum Glück von PA Sports - 2017: Masafaka auf Das goldene Album von Sido - 2017: Die Menschen sind wir auf 4COLORS von Seven - 2017: Endgegner auf NXTLVL von Azad - 2018: Manuskript (mit Curse und Samy Deluxe) auf Die Farbe von Wasser von Curse - 2018: Original (mit King Khalil) auf Kuku Effekt von King Khalil - 2019: Understatement auf Herzbube von Morlockk Dilemma - 2019: Mit Dir auf Augen Husky von Olexesh - 2019: HipHop auf Der Bozz 2 von Azad - 2019: Rolle über HipHop auf Hyperaktiv von AchtVier - 2019: Nicht genug auf Filter von Tim Bendzko - 2019: High auf Ich und keine Maske von Sido - 2020: Chaos auf Gaia von Cr7z - 2020: No Mercy von Sinan-G - 2020: Klimawandel auf Raproboter von Jack Orsen - 2021: Bessere Fehler von Nessi - 2021: Uninteressant auf Eya von Kasimir1441 - 2022: Schach Matt auf 8 von Capital Bra |

## Statistik

### Chartauswertung
|                     | DE     | AT     | CH     |
| ------------------- | ------ | ------ | ------ |
| Nummer-eins-Alben   | DE6DE  | AT2AT  | CH3CH  |
| Top-10-Alben        | DE16DE | AT8AT  | CH7CH  |
| Alben in den Charts | DE19DE | AT15AT | CH17CH |

|                       | DE     | AT     | CH     |
| --------------------- | ------ | ------ | ------ |
| Nummer-eins-Singles   | DE—DE  | AT—AT  | CH—CH  |
| Top-10-Singles        | DE2DE  | AT—AT  | CH1CH  |
| Singles in den Charts | DE68DE | AT22AT | CH32CH |

### Auszeichnungen für Musikverkäufe
| Goldene Schallplatte - Europa (Impala) - 2012: für das Album Aura - 2016: für das Album Märtyrer |

Anmerkung: Auszeichnungen in Ländern aus den Charttabellen bzw. Chartboxen sind in ebendiesen zu finden.
| Land/RegionAuszeichnungen für Musikverkäufe (Land/Region, Auszeichnungen, Verkäufe, Quellen) | Gold       | Platin     | Verkäufe  | Quellen           |
| -------------------------------------------------------------------------------------------- | ---------- | ---------- | --------- | ----------------- |
| Deutschland (BVMI)                                                                           | 10× Gold10 | 2× Platin2 | 1.950.000 | musikindustrie.de |
| Europa (Impala)                                                                              | 2× Gold2   | —          | (150.000) | Einzelnachweise   |
| Österreich (IFPI)                                                                            | Gold1      | —          | 15.000    | ifpi.at           |
| Schweiz (IFPI)                                                                               | —          | Platin1    | 20.000    | hitparade.ch      |
| Insgesamt                                                                                    | 13× Gold13 | 3× Platin3 |           |                   |